# Delphinium purpurascens
Delphinium purpurascens är en ranunkelväxtart som beskrevs av Wen Tsai Wang. Delphinium purpurascens ingår i släktet storriddarsporrar, och familjen ranunkelväxter. Inga underarter finns listade i Catalogue of Life.